# ویلهلم دیگلمان
ویلهلم دیگلمان (انگلیسی: Wilhelm Diegelmann؛ ۲۸ سپتامبر ۱۸۶۱ – ۱ مارس ۱۹۳۴) یک هنرپیشه اهل آلمان بود. 
از فیلم‌ها یا برنامه‌های تلویزیونی که وی در آن نقش داشته است می‌توان به گربه وحشی، فرشته آبی، کارمن، مارتین لوتر، سرنوشت، ویلیام تل، پلنگ سیاه و مرد پولادین اشاره کرد.